# Сухорученко, Олег Борисович
Олег Борисович Сухорученко (род. 4 июля 1965 года) - советский и российский бобслеист, участник Олимпийских игр 1992 и 1994 годов.

## Карьера
На Олимпиаде 1992 года выступал в двойке с разгоняющим Андреем Гороховым и закончил соревнования на 26-м месте. В соревнованиях четвёрок россияне (Олег Сухорученко, Александр Бортюк, Владимир Любовицкий, Андрей Горохов) завершили состязания на 19-м месте.
Через два года на Олимпиаде 1992 года, выступая под флагом России, двойка Сухорученко - Горохов  завершила турнир на том же 26-м месте. А четвёрка Олег Сухорученко, Айдар Терегулов, Сергей Круглов, Олег Петров закончили выступления на 24-м месте.
Призер Кубков мира и Европы.
Главный тренер сборной команды России по бобслею на зимних Олимпийских играх 1998, 2002. В настоящее время - тренер сборной команды России по бобслею.